# خشونت نمادین
خشونت نمادین (به انگلیسی: Symbolic violence)؛ اصطلاحی جامعه‌شناختی است که توسط پی‌یر بوردیو (۱ اوت ۱۹۳۰–۲۳ ژانویه ۲۰۰۲)، جامعه‌شناس فرانسوی، سده بیستم، ابداع و از اوایل دهه ۱۹۷۰ در آثار او ظاهر شد. خشونت نمادین نوعی خشونت غیرفیزیکی را توصیف می‌کند که در تفاوت قدرت بین گروه اجتماعی آشکار می‌شود. اغلب به طور ناخودآگاه مورد توافق طرفین قرار می‌گیرد و در تحمیل هنجار گروهی آشکار می‌شود که قدرت اجتماعی بیشتر را به گروه زیردست دارند. خشونت نمادین می‌تواند در حوزه‌های مختلف اجتماعی مانند ملیت، جنسیت، گرایش جنسی یا هویت قومی تجلی یابد. 
استفاده از این اصطلاح توسط سایر جامعه‌شناسان و نویسندگان در اوایل دهه ۱۹۹۰ آغاز شد. بوردیو تلاش کرد تا بر آن تاکید کند که خشونت نمادین عموماً یک کنش عمدی توسط یک قدرت هژمونیک نیست، بلکه تقویت ناخودآگاه وضعیت موجود است که توسط کسانی که در آن طبقه‌بندی اجتماعی وجود دارند به عنوان "هنجار" تلقی می شود.
اسلاوی ژیژک خشونت نمادین را در "خشونت" (۲۰۰۸) مورد بحث قرار می دهد و استدلال می کند که این زبان در دلالت خود زبان قرار دارد، یعنی همان شیوه‌هایی که ما با یکدیگر صحبت می‌کنیم روابط سلطه را حفظ می‌کنند.

## تاریخچه
اصطلاح خشونت نمادین اولین بار در آثار پی‌یر بوردیو در کنار مفاهیم مشابه قدرت نمادین و سرمایه فرهنگی ظاهر شد که به تفاوت‌های قدرت بین گروه‌های اجتماعی در یک سلسله مراتب قیاس فیزیکی می‌دهند. اگرچه "تمایز" عمدتاً بر زیبایی‌شناسی و سلیقه در فرهنگ مدرن فرانسه متمرکز بود، ولی چارچوبی را ایجاد کرد که در آن او و سایر جامعه‌شناسان فرارفتار درون جامعه را بررسی کنند که با قدرت، سرمایه اجتماعی و عادت‌واره فردی ارتباط داشت.
نظریه بوردیو در مورد خشونت نمادین، افکار ماکس وبر را در مورد نقش مشروعیت در سلطه توضیح و توسعه می دهد. قدرت نیاز به توجیه و اعتقاد دارد. مفهوم خشونت نمادین برای استدلال ایجاد شده است که قدرت سخت برای اعمال مؤثر قدرت کافی نیست. خشونت نمادین بیان را از طریق زبان بدن، کامپوزیت، ارائه خود، مراقبت از جسمی و زینت بیان می کند.
از زمان تأسیس در واژگان جامعه شناختی ، خشونت نمادین در چندین رشته علوم اجتماعی و در مطالعات موردی متعدد اعمال شده است.
به عنوان مثال، داگلاس ا. فولی در "فرهنگ سرمایه داری یادگیری" (2010) خود ، اشاره می کند که عقاید بوردیو در مورد خشونت نمادین توسط نظریه انتقادی نژاد و نظریه فمینیست برای بحث در مورد بدرفتاری با گروه های مظلوم استفاده شده است. در کار خود، نظریه انتقادی نژاد و دانشمندان فمینیستی خاطرنشان کرده اند که پدرسالاری و تنظیمات اجتماعی نژادپرستانه جایی است که دانش آموزان گروه های مظلوم خشونت نمادین را تجربه می کنند. در "یادگیری فرهنگ سرمایه داری "(2010) ، فولی همچنین خاطرنشان می کند که بسیاری از محققان در ایالات متحده در مورد ایده های بوردیو در مورد خشونت نمادین و همچنین نظارت بر دانشجویان اقلیت طبقه کارگر صحبت کرده اند. کار آنها به روش های دستیابی به کنترل نهادی متمرکز است. یک روش گفتمان  سفیدی است.

ست م. هولمز نظریه خشونت نمادین را برای مطالعه مهاجرت بین ایالات متحده و مکزیک در "میوه تازه ، بدنهای شکسته" اعمال می کند (2014). هولمز در مردم نگاری خود توضیح می دهد که حمایت از مرزهای ایالات متحده و قوانینی با هدف سرکوب مهاجرت غیرقانونی به تحریک خشونت نمادین کمک می کند. هولمز همچنین لنزهای خشونت نمادین را برای سلسله مراتب بین کارگران مهاجر بومی مکزیکی و سرپرستان مزرعه در ایالات متحده اعمال می کند. در اینجا ، هولمز نشان می دهد که چگونه به دلیل اینکه "پوست سبک" و "انگلیسی صحبت می کند" است ، او تحت نام هذیان آمیزی قرار نمی گیرد که سرپرستان مزرعه برای کارگران اواکساکا تکرار می کنند.

### زبان
خشونت نمادین را می‌توان در حوزه زبان بیان کرد که توسط نهاد زبان حاکم اسپانیا، آکادمی سلطنتی اسپانیا نشان داده شده است که وظیفه تضمین ثبات زبان اسپانیایی را بر عهده دارد. سیاست آکادمی سلطنتی اسپانیا در قبال زبان کاستیلی تضمین می‌کند که این زبان به طور کامل به یک زبان کاملاً متفاوت تبدیل نشود. همچنین، اسپانیایی‌ها عموماً به دلیل اصطلاحاً «lisp» کلیشه‌ای هستند که در هیچ منطقه دیگری وجود ندارد.
مطالعه‌ای انجام شده توسط آنا سلیا زنتلا توضیح می‌دهد که چگونه آکادمی سلطنتی اسپانیا خشونت نمادین را از طریق سیاست‌ها و اقدامات خود ایجاد می‌کند که برای تولید یک اسپانیایی "خالص" طراحی شده است. زنتلا این ایده را پیشنهاد می‌کند که اشکال مختلفی از انگلیسی وجود دارد، که صدا و املای متفاوتی دارند (مانند انگلیسی در بریتانیا در مقابل انگلیسی در شمال شرقی ایالات متحده)؛ بنابراین، زبان اسپانیایی باید همان مفاهیم را داشته باشد. این ایده مصداق خشونت نمادین است، زیرا مردم اگر به زبان اسپانیایی صحبت نکنند که آکادمی «درست» است، طرد می‌شوند. زنتلا توضیح می‌دهد که اگر فردی در منطقه‌ای که بزرگ شده بود با «لز» صحبت می‌کرد، مردم چگونه واکنش نشان می‌دادند، «اگر یک اسپانیایی در حلقه ما جرأت می‌کرد اینطور صحبت کند، مورد تمسخر قرار می‌گرفت».  اصلی‌ترین روشی که آکادمی سلطنتی اسپانیا خشونت نمادین را انجام می‌دهد، عادی‌سازی زبان است و از همه گویندگان انتظار دارد که با عادی‌سازی‌هایی که ارائه می‌کنند مطابقت داشته باشند. روش دیگری که زنتلا خشونت نمادین را با کار آکادمی سلطنتی اسپانیا مرتبط می‌کند، از طریق سرمایه انسانی است. از آنجایی که انتظار مشخصی از نحوه صدای اسپانیایی در اسپانیا وجود دارد، سخنرانانی از آمریکای لاتین که صدای متفاوتی دارند، بر اساس این واقعیت که آن طور که باید صدا ندارند، در معرض کاهش سرمایه انسانی قرار دارند.